# Lex van Voorst

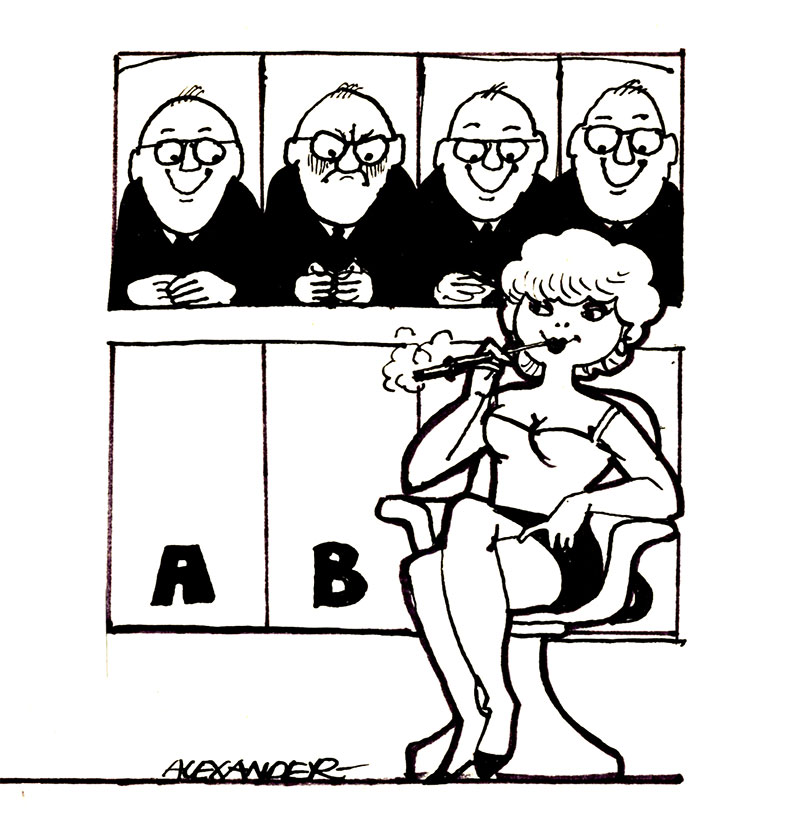
Kenmerkende illustratie voor het tv programma Zo Vader Zo Dochter in NCRV-gids van Lex van Voorst onder het pseudoniem Alexander.

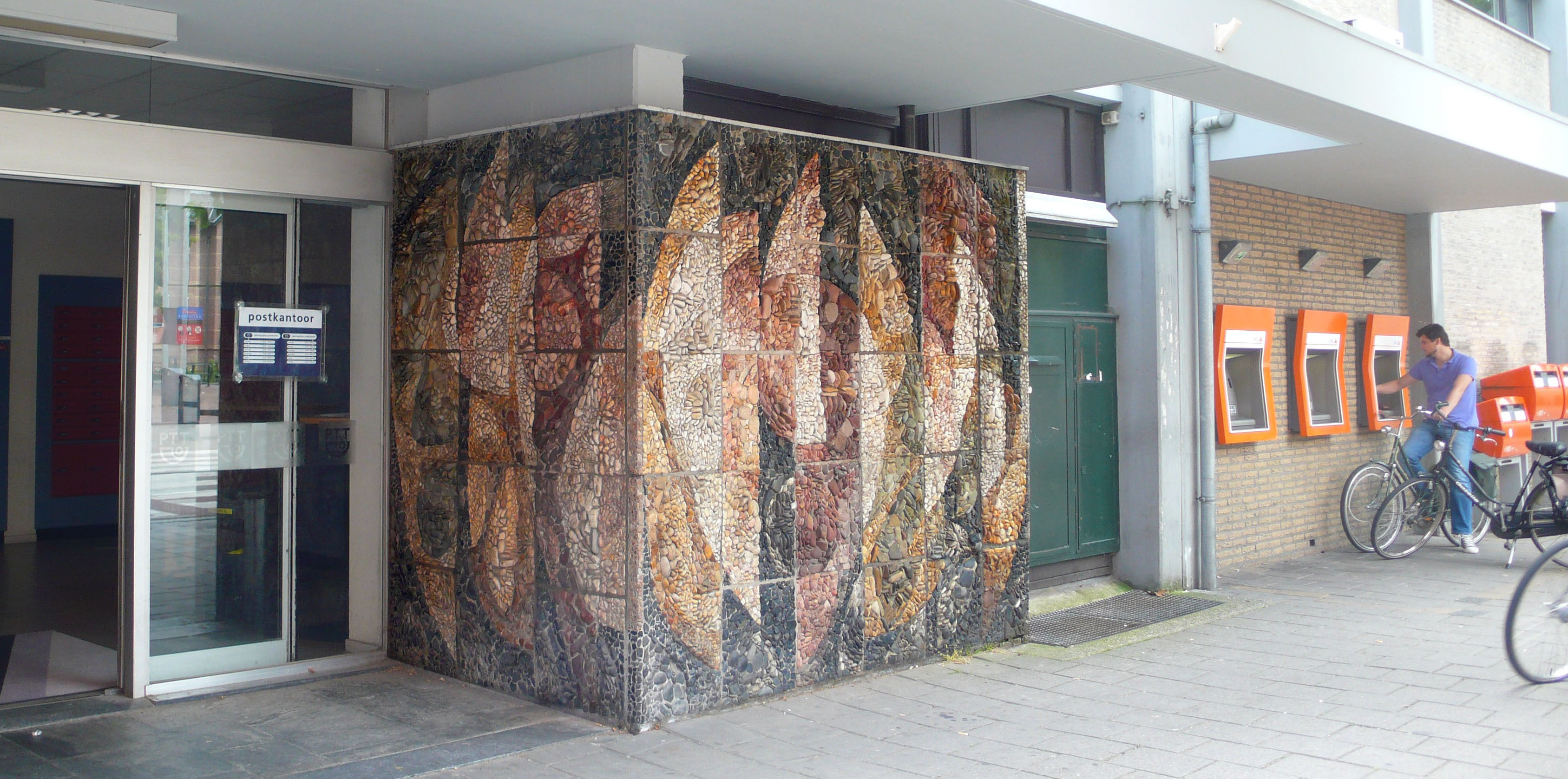
Grindreliëf van kunstenaar Lex van Voorst - Postkantoor Wageningen

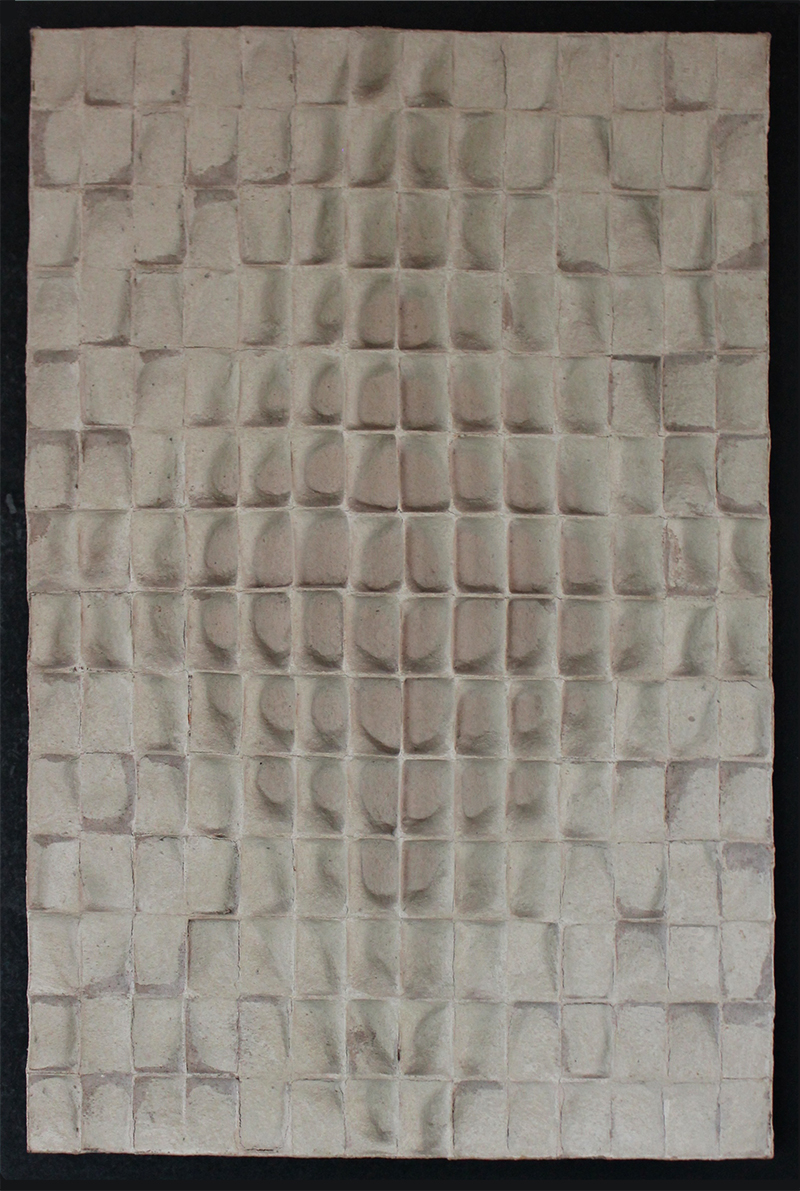
Reliëf van Lex van Voorst uit 1972

Alex Sander (Lex) van Voorst (Ede, 25 september 1930 - Bennekom, 19 januari 1976) was een Nederlands kunstenaar, monumentaal vormgever, ontwerper, columnist, illustrator en grafisch kunstenaar. Hij was jarenlang vaste illustrator van de NCRV-gids, ontwierp posters voor Verkerke Reproducties en maakte monumentale kunst en wandreliëfs voor gebouwen. Onder de naam 'Alexander' maakte hij maatschappijkritische cartoons voor onder andere De Gelderlander, de Nieuwe Rotterdamsche Courant en De Limburger.

## Biografie
Van Voorst is geboren in Ede als jongste van de zes kinderen van Jacobus van Voorst en Jannetje Davelaar. Hij kwam uit een gereformeerd gezin, maar ontwikkelde al snel een eigen visie op tal van vragen en problemen waar mensen mee kon worden geconfronteerd. Op zeventienjarige leeftijd begon hij op de Arnhemse Kunst Academie (1947-1953), richting illustratie/grafiek. Hij kreeg les van graficus Hendrik Valk jr. en was onder meer bevriend met beeldhouwer Gerrit Langedijk. Bij zijn afstuderen ontving hij de Academieprijs 1953 en studeerde af met als specialisatie illustratie van kinderboeken.
1953 ontmoette hij Corrie Bos, die net klaar was met de kunstacademie Rotterdam. Zij zijn op 28 december 1956 getrouwd. Uit dit huwelijk zijn twee zoons voortgekomen.
Hij verbleef veel in de Dordogne, waar hij inspiratie opdeed en kiezels verzamelde voor zijn grindreliëfs.
Op maandag 19 januari 1976 overleed hij plotseling aan een hartstilstand.

## Werk

### Illustraties van schoolboeken
Van Voorst maakte tekeningen voor schoolboekjes van Uitgeverij Wolters en Uitgeverij Samsom. Hij illustreerde onder andere de boekjes van Ans en Hans, Bonte Kralen, Magneetreeks en de kinderboeken De tocht met de Zwaan en Het kamp aan de Dingel van schrijver W. ter Horst van uitgeverij Wolters Noordhof.
De stijl van Van Voorst was typerend voor die tijd.

### Illustraties NCRV-gids
Bijna 20 jaar lang maakte hij de illustraties voor de NCRV-gids. Klaas Koopman, destijds de hoofdredacteur van de NCRV gids zegt: "Lex maakte illustraties van een eenvoudige schoonheid, van soms enige rake lijnen. De tekeningen deden de lezers glimlachen vanwege de humoristische kijk op een radio- of televisieprogramma. De creativiteit en inventiviteit van Lex van Voorst was onuitputtelijk. Het is bijzonder dat veel tekeningen jaren later nog niets aan actualiteitswaarde hebben ingeboet. De tekeningen hielden ook zonder het kennen van het tv-programma dat als inspiratie had gediend, hun waarde van een glimlach."
Hij ontwierp de strip Oelewapper, ofwel Oele en Wapper, in de NCRV gids. Van Voorst was de tekenaar en Gertom de Beer was de redacteur. Kinderen werden uitgenodigd het verhaal van de strip te bedenken waarna Lex het tekende. Een vooruitstrevende productie in 1974. Misschien was het wel de eerste interactieve strip voor de jeugd.

### Poster en huisontwerper Verkerke Reproducties
Van Voorst maakte voor het internationale bedrijf Verkerke Reproducties van eigenaar Engel Verkerke in de jaren 70 posters of affiches, zoals de poster van Sarah Bernardt, of de eerste Nederlandse black light poster met fluorescerende kleuren 'Cosmic Love' in december 1969.
Van Voorst had zijn eigen werkruimte in het pand van Verkerke Reproducties in Ede en werkte als vormgever van huisstijlen. Hij ontwierp bijvoorbeeld ook het logo, interieur, beursstands, reclames, briefpapier, pakpapier, verjaardagskalenders, badges en reclamestickers.

### Monumentaal werk
Vanaf de jaren 60 heeft Van Voorst monumentaal werk gemaakt - de zogenaamde Wederopbouwkunst die gebruik maakte van de percentageregeling beeldende kunst. Het vroege werk werd vaak van linoleum gemaakt of van glas, zoals het glas-appliqué-raam in de Bethelkerk of het grote glaskunstwerk in de Nijverheidsschool te Ede. Het laatste kunstwerk is verloren gegaan bij de sloop van het gebouw.
Daarnaast maakte hij grindreliëfs van gladde ronde kiezels, zoals die voor het gebouw van de farmaceutische groothandel OPG te Velp (1973) en voor de ingang van het toenmalige postkantoor te Wageningen. Lex van Voorst was de eerste in Nederland die grindreliëfs maakte en tot kunstvorm verhief.

### Vrij werk
In zijn vrije werk werd Van Voorst geïnspireerd door Zero-kunstenaar Jan Schoonhoven, Günther Uecker en de materieschilder Jaap Wagemaker. Van Voorst maakte reliëfs van karton bespannen met papier of gevuld met papierpulp, soms bewerkt tot een metaalachtig oppervlak.

### Overig
- Tekenaar-ontwerper bij Organon, farmaceutisch bedrijf in Oss
- Packaging design voor Victoria Koek en biscuit fabriek Dordrecht Lex van Voorst heeft jaren gewerkt als vaste illustrator voor Victoria en maakte o.a. wikkels voor de biscuitdozen.[6]
- Grafisch vormgever voor vele bedrijven
- Illustraties voor magazines en kranten
- Columnist, kunstcriticus voor o.a. Op de Uitkijk.[7]

## Tentoonstellingen
- 1963. Het Besiendershuis Nijmegen (29 dec - 10 jan ) Maarten Beks en Lex van Voorst. Schilderijen en tekeningen. Opening door dichter Jan H. de Groot.[8]
- 1973 Kijkdoos, Bennekom Solotentoonstelling Lex van Voorst.
- Enka Glanzstoff Hoofdkantoor Lex van Voorst en Corrie Bos. Aquarellen, tekeningen, reliëfs en zeefdrukken.
- 1976 - De Kijkdoos, Bennekom (27 nov - 19 dec 1976) Overzichtstentoonstelling (postuum). Catalogus 'Gouden Legenden' uitgegeven met tekst van Maarten Beks.
- 1976 - NCRV - Overzichtstentoonstelling Lex van Voorst (postuum). Catalogus selectie tekeningen NCRV.

## Monumentale werken in de openbare- en semi-openbare ruimte
- 1955 Lage Landbouwschool in Vorden, gebrandschilderd glad- in-lood-raam.
- 1960 Nijverheidsschool voor meisjes, Hoofddorp: glasapplicatie Zeemeerminnen
- 1960 Christelijk Bejaardencentrum Hoofddorp: muurdecoratie in plastigran.
- 1960 Dependance van Landbouw Huishoudschool Prinses Marijke, Ede: Wanddecoratie 'de Zaaier' in hal.
- 1961 School Aalten: ijzerreliëf
- 1961 Landbouw Huishoudschool Prinses Marijke Hendrik Stafweg, Ede. Glasapplicatie 'De Vogelboom'. In 1995 is het gebouw inclusief raam gesloopt.
- 1962 Landbouw/huishoudschool te Dedemsvaart, baksteenreliëf.
- 1962 Johanna Stichting Arnhem paramedisch therapiecentrum. Wanddecoratie; linoleum inlegwerk met reliëf.
- 1962 Johanna Stichting Arnhem: mozaïek in zwembad
- 1962 Gelderse Maatschappij voor Landbouw Eibergen en Beekbergen Decoratieve versiering voor beide scholen
- 1964 Cavaljéschool, Ede: ijzerplastiek en logo[9]
- 1964 W. v. d. Broeks Machinefabrieken Driebergen. decoratieve versiering in Plastigran: drie vogels met klaverblad.
- 1965 Vak- en huishoudschool De Wiekslag, Borne: linoleumintarsia
- 1965 Bethelkerk, Ede: gedenksteen: Dit kerkgebouw is in gebruik genomen....
- 1965 Bethelkerk, Ede: Glasapplicatie
- 1966 Kerk in Finsterwolde: 4 Antependia
- 1968 Kleuterschool, Kraatsweg Ede. Decoratieve versiering/plastiek. Er staat tegenwoordig een nieuw schoolgebouw van de Veldhuizerschool.
- 1968 RK Kleuterschool 't Polletje, Acacialaan 32 Bennekom: ijzerplastiek.[10] Heet nu Alexanderschool
- 1968 Sommer Nederland (Soltex) Badhoevedorp, ijzerplastiek aan nieuwbouw
- 1968 Architectenbureau Spreij,  Landbouwhuis Onderlangs Arnhem linoleum intarsia
- 1971 kleuterschool De Springplank Ede-Veldhuizen ijzerplastiek
- 1972 Postkantoor Wageningen. Plantsoen 40 te Wageningen: grindreliëf bij entree.
- 1972 Observatiekliniek de Ederhorst (Karakter 2020), Horalaan 5 in Ede, grindreliëf van 4 vlinders[11]
- 1973 OPG, Velp. 'Celdeling' Onderlinge Farmaceutische Groothandel, Gildestraat 1 in Velp.
- 1974 Gemeente Brummen Kunstwerk: rond grindreliëf
- 1975 Speelobject MAVO Klaphek, Ede.
- 1975 Wandreliëf Ichthuskerk Bennekom[12]

- Biografisch Portaal: 37852794
- Nederlandse Thesaurus van Auteursnamen: 139221972
- RKD-Nederlands Instituut voor Kunstgeschiedenis: 81812
- Virtual International Authority File: 292285870